# Адам Каррі
Адам Кларк Каррі (англ. Adam Clark Curry; нар. 3 вересня, 1964 в м. Арлінгтон, штат Вірджинія, США) відомий насамперед, як популярний ведучий теле і радіо шоу, підприємець і медіа особистість, який одним з перших у медіа галузі почав розробляти і адмініструвати власні веб проєкти. Батько Адама Джей Каррі був маркетологом і випустив у співавторстві з сином книгу The Customer Marketing Method (2002), мати Валері Гейл померла від раку у 2006-му. В день смерті Адам присвятив матері випуск свого подкаст шоу [недоступне посилання з червня 2019].
З 2000-го року він активно займається подкастингом, за що Каррі також відомий як 'Батько подкастингу' (англ. Podfather). Адам також пілот власного літака, який він вимушений був продати в 2011-му році.
Каррі народився в США, але з 1972 по 1987-го року жив в Нідерландах, де почав працювати ведучим радіо і телевізійних програм. Зважаючи на своє американське походження, на початку радіо кар'єри Адам мав псевдо Джон Голден і в Голландії позиціювався як двомовний англо-, голландсько-мовний ведучий. В 1987-му Адам повертається в США і стає ведучим телешоу на MTV та радіопрограм в Нью-Йорку.
Саме Адам Каррі в 1993-му зареєстрував домен MTV.com маючи на меті стати неофіційним голосом популярного телеканалу в ще молодій мережі Інтернет. MTV пізніше довелося подавати на Каррі до суду, щоб відсудити домен, сторони домовилися між собою про передачу прав.
У 2005-му Адам заснував у партнерстві 'Mevio.com', де він також декілька років вів щоденне шоу.
Як підприємець Адам Каррі був співвласником багатьох компаній в сфері подкастингу, веб дизайну, успішні проєкти піднімали його статки до 38 млн доларів, але інші проєкти призводили до фінансового спустошення. У 2011-му році Адам продав свій літак. У 2012-му переїхав з Каліфорнії до штату Техас, де, за його висловами найкраща система оподаткування особистого доходу.
У зв'язку з останніми змінами законодавства з авторських прав Адам фактично припинив у 2012-му році свій багаторічний музичний проєкт DSC ('Daily Source Code') і залишається лише спів ведучим Інтернет проєкту 'No Agenda' ('Без Порядку Денного'). 'Без Порядку Денного' (заснований у 2007-му р.) це новаторський розмовний подкаст проєкт, зокрема в пошуках публічної фінансової підтримки, принципово без залучення рекламних коштів.
Каррі широко визнаний як популяризатор подкастингу. Аннелі Невітц (Annalee Newitz) у журналі Wired писала  [Архівовано 9 лютого 2007 у Wayback Machine.] Кожний жанр нових медіа потребує зірок і Каррі з задоволенням виконує цю роль.